# 保羅·尼爾
保羅·尼爾（德語：Paolo Knill，1932年6月11日—2020年9月13日），瑞士科學家、藝術家和治療師，美國萊斯利大學榮譽教授，協助建立表達性藝術治療的研究課程。

## 經歷
1953年到1958年，尼爾在蘇黎世大學學習音樂學，在此期間，他也在蘇黎世聯邦理工學院學習空氣動力學和結構力學。1959年到1961年，在麻省理工學院學習組織諮詢和管理諮詢。1976年，獲得Union Institute & University心理學博士學位。
1970年到1975年，尼爾在溫特圖爾及蘇黎士的音樂學院、塔夫茨大學擔任助理和客座教授。從1976年到1995年，尼爾擔任萊斯利大學的心理諮商和表達性藝術治療教授。
1984年，創辦國際表達性藝術治療訓練中心網絡，曾担任該機構的顧問委員，該機構在加拿大、丹麥、德國和美國皆設有培訓中心。其中，加拿大分部一直留有CREATE Institute。
1994年，尼爾在瑞士薩斯費創立歐洲研究所（European Graduate School, EGS）。
2001年，尼爾獲得漢堡音樂與戲劇學院音樂學榮譽博士學位。

## 中文出版書籍
- 《靈魂的吟遊詩人：感知互動表達性治療入門》（Minstrels of Soul：Intermodal Expressive Therapy（second edition）），繁體中文版由心靈工坊出版，ISBN 978-986-357-075-2